# Harumi Flag

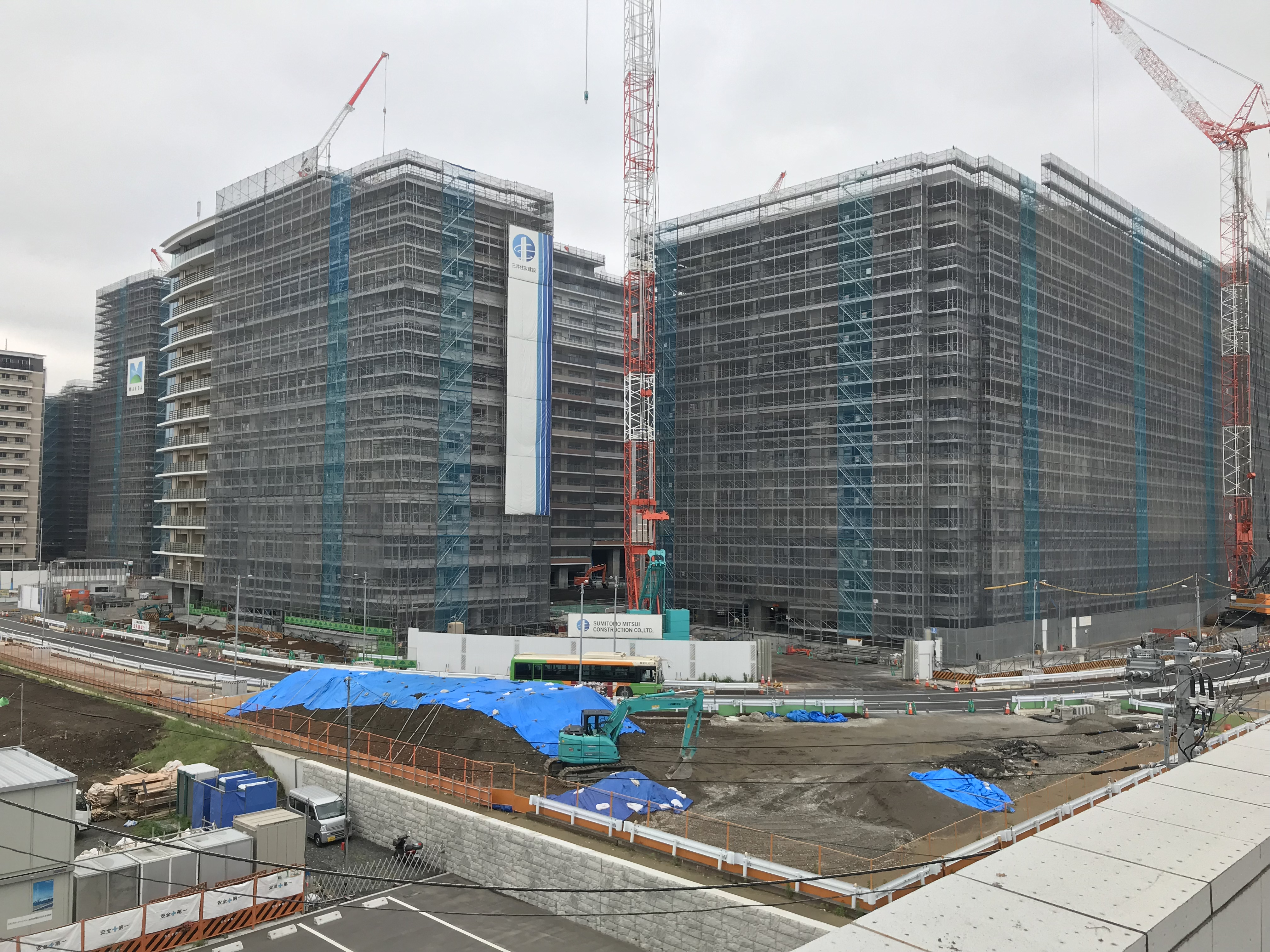
L'Harumi Flag durante i lavori di costruzione nel giugno 2019.

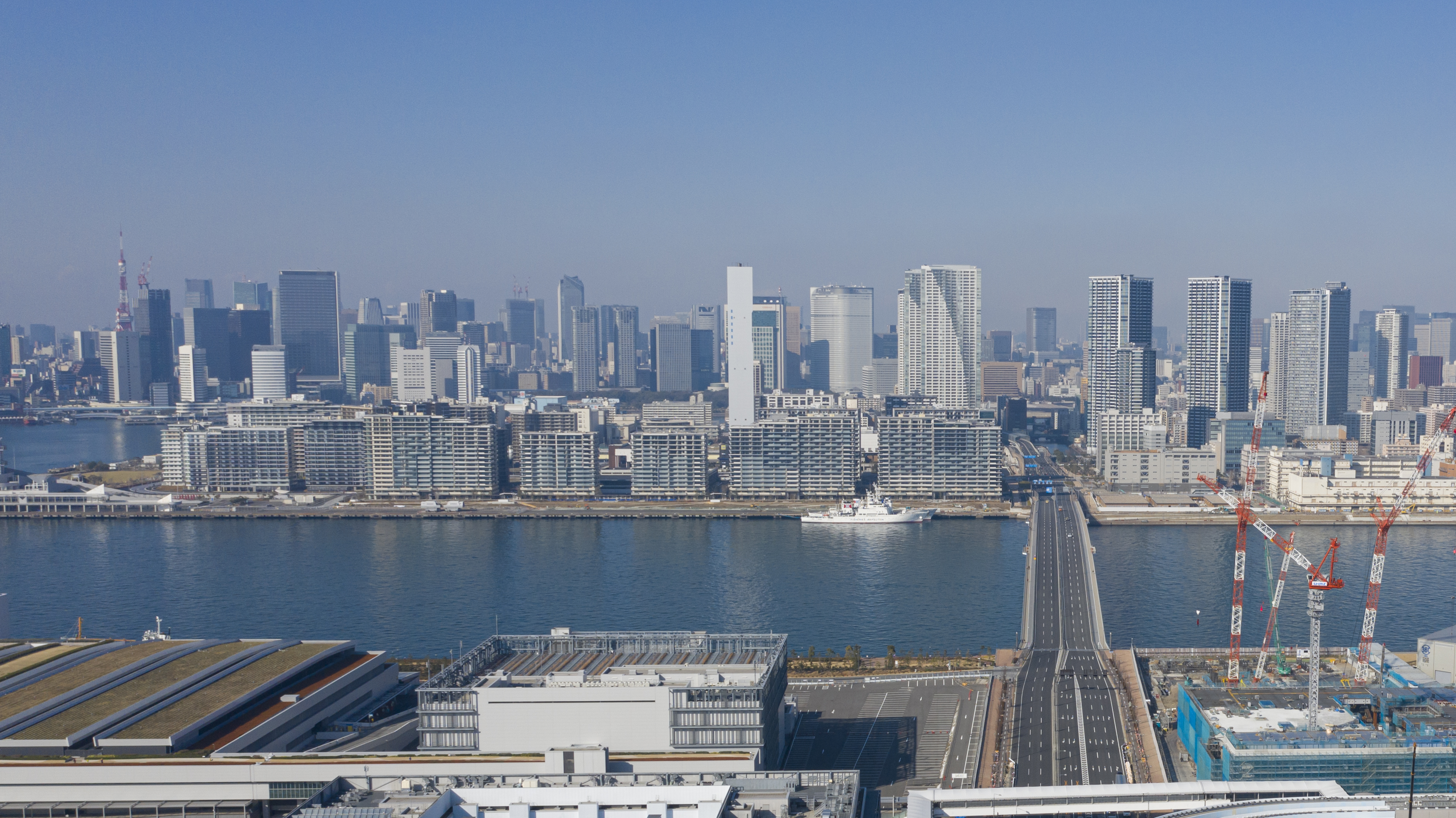
Il villaggio visto da lontano.

L'Harumi Flag (晴海フラッグ?, Harumi furaggu) è un complesso residenziale situato nel distretto Harumi del quartiere Chūō di Tokyo e costruito come villaggio olimpico in occasione dei Giochi della XXXII Olimpiade.

## Storia
I lavori di costruzione del villaggio olimpico sono stati avviati a inizio 2017 sul terreno in precedenza occupato dal Tokyo International Trade Fairground e sono stati completati nel dicembre 2019. Il costo dei lavori è stato stimato in almeno 54 miliardi di yen. Terminati i giochi olimpici e paralimpici il villaggio olimpico sarà trasformato in un complesso residenziale denominato Harumi Flag e il trasferimento dei primi inquilini dovrebbe avvenire nel 2023.

## Caratteristiche
Il complesso si compone di ventuno edifici residenziali, con un numero di piani compreso tra 14 e 18, e occupa una superficie totale di 44 ettari. La progettazione del complesso è stata curata da Jun Mitsui & Associates Architects. Dopo i giochi olimpici saranno realizzate due ulteriori torri di 50 piani, portando il complesso ad avere un numero di unità abitative totali pari a 5 632 e ad essere in grado di accogliere fino a 12 000 abitanti.